# Jade Bird
Jade Elizabeth Bird (født 1. oktober 1997 i Hexham, England) er en britisk sangerinde, sangskriver og musiker. 

## Tidlige liv
Bird og hendes familie boede i London da hun var to år gammel, og på en tysk militærbase da hun var fem. Hendes forældre blev separerede da hun var syv eller otte år, og hun flyttede til Bridgend i Sydwales for at bo hos sin bedstemor og mor, hvor hun gik på Bryntirion Comprehensive School. Hun begyndte at lære at spille klaver som otte-årig og begyndte at spille guitar og skrive sange da hun var 12 år. Som 16 årig flyttede hun tilbage til London med sin mor og bedstefar for at gå på BRIT School i Croydon, hvor hun blev færdiguddannet i 2016. På BRIT School optrådte hun flere gange om ugen.  Under hendes klaveroptræden sammen med Huw Stephens på BBC Radio 1 i oktober 2017 gjorde hun opmærksom på, at hun havde rejst meget rundt som barn på grund af at være barn af en militærfamilie. Hun havde boet i USA, Sydwales, Chesterfield og Mönchengladbach i Tyskland, hvilket havde haft stor indflydelse på hendes musik.

## Karriere
I 2017 begyndte hun på en tourné i USA med Brent Cobb. Hun spillede en showcase  begivenhed i South by Southwest i Austin i Texas i marts 2017 og senere på året varmede hun op for First Aid Kit, Son Little og London Grammar.  Birds band består af Will Rees (Mystery Jets) på guitar, Matt Johnson på trommer og bassisten Linus Fenton. I 2017 blev Jade Bird nomineret til ANCHOR 2017. Prisen er knyttet til Reeperbahn Festival i Hamburg i Tyskland. Hun var finalist ved BBC Sound Of award i 2018. Hendes debut EP "Something American" blev indspillet i Catskill Mountains i Palenville og Woodstock i staten New York. .

## Diskografi

### Albums
| Titel                    | Detaljer                                                                                               | Højeste hitlisteplacering | Højeste hitlisteplacering | Højeste hitlisteplacering | Højeste hitlisteplacering | Højeste hitlisteplacering | Højeste hitlisteplacering | Højeste hitlisteplacering |
| Titel                    | Detaljer                                                                                               | UK                        | UK Indie                  | UK Americana              | SCO                       | SWI                       | US Folk                   | US Heat.                  |
| ------------------------ | --- | ------------------------- | ------------------------- | ------------------------- | ------------------------- | ------------------------- | ------------------------- | ------------------------- |
| Jade Bird                | - Udgivet: 19 April 2019 - Pladeselskab: Glassnote - Formater: Digital download, streaming, CD, vinyl  | 10                        | 2                         | 1                         | 10                        | 91                        | 14                        | 1                         |
| Different Kinds of Light | - Udgivet: 13 August 2021 - Pladeselskab: Glassnote - Formater: Digital download, streaming, CD, vinyl | 27                        | —                         | —                         | 9                         | —                         | —                         | —                         |

### EP'er
| Titel                 | Detaljer                                                                                 |
| --------------------- | ---------------------------------------------------------------------------------------- |
| Something American    | - Released: 7 July 2017 - Label: Glassnote Records - Format: Digital download, CD, vinyl |
| RCA Studio A Sessions | - Released: 16 April 2021 - Label: Glassnote Records - Format: Digital download          |
| Burn The Hard Drive   | - Released: 10 April 2024 - Label: Glassnote Records - Format: Digital download          |

### Singler
| "Lottery"                                                                         | 2018 | 1  | 34 | —  | Jade Bird                 |
| "Furious"                                                                         | 2018 | —  | —  | —  | Skabelon:Non-album single |
| "Uh Huh"                                                                          | 2018 | 3  | —  | 38 | Jade Bird                 |
| "Love Has All Been Done Before"                                                   | 2018 | —  | —  | —  | Jade Bird                 |
| "I Get No Joy"                                                                    | 2019 | 12 | —  | —  | Jade Bird                 |
| "My Motto"                                                                        | 2019 | —  | —  | —  | Jade Bird                 |
| "Headstart"                                                                       | 2020 | 5  | —  | —  | Different Kinds of Light  |
| "Houdini"                                                                         | 2020 | —  | —  | —  | Different Kinds of Light  |
| "Open up the Heavens"                                                             | 2021 | 19 | —  | —  | Different Kinds of Light  |
| "Different Kinds of Light"                                                        | 2021 | —  | —  | —  | Different Kinds of Light  |
| "Now is the Time"                                                                 | 2021 | 27 | —  | —  | Different Kinds of Light  |
| "Burn the Hard Drive" (featuring Mura Masa)                                       | 2024 | 34 | —  | —  | Burn the Hard Drive       |
| "—" denotes a recording that did not chart or was not released in that territory. |      |    |    |    |                           |

### Gæsteoptræden
| Titl         | År   | Album       |
| ------------ | ---- | ----------- |
| "Don't Stop" | 2018 | Vanity Fair |